# Freddie Sears
Frederick David "Freddie" Sears (Hornchurch, 1989. november 27. –) angol labdarúgó, aki a 2009/10-es szezont a Crystal Palace-nál tölti a West Ham United kölcsönjátékosaként.

## Pályafutása

### West Ham United
Sears 2000-ben, 11 évesen került a West Ham Unitedhez. A 2006/07-es idény elején főként csereként számították rá az ificsapatban, de hamar bizonyította gólerősségét és a következő idénytől már állandó tagja volt az U18-as csapatnak. Miután 15 meccsen 20 gólt szerzett, felkerült a tartalékokhoz és 2007. szeptember 11-én az U19-es angol válogatottbe is behívták.
A tartalékcsapatban 24 meccsen lépett pályára a 2007/08-as idényben és 25 gólt lőtt. 2008. március 15-én, a Blackburn Rovers ellen kapott először lehetőséget a felnőttek között. A 75. percben váltotta Nolberto Solanót és valamivel több mint öt perccel később gólt fejelt, ezzel bebiztosítva csapata győzelmét.

#### Crystal Palace
2009 júniusában Sears kölcsönben a Crystal Palace-hoz igazolt. A 2009/10-es szezon végéig fogja szolgálni a piros-kékeket. A Palace-on kívül a Peterborough United, a Queens Park Rangers és a Sheffield Wednesday is szerette volna kölcsönvenni.

## Külső hivatkozások
- Freddie Sears pályafutásának statisztikái a Soccerbase oldalon (angolul)

- Freddie Sears adatlapja a West Ham United honlapján